# Chinoscopus
Chinoscopus là một chi nhện trong họ Salticidae.